# Killeshin
Killeshin è un piccolo villaggio nella contea di Laois, provincia di Leinster, in Irlanda, sito ad una distanza di circa 5 chilometri dalla Carlow.
Questo piccolo borgo rurale, situato nella valle del fiume Barrow, ha una popolazione di circa 1 300 abitanti. La maggior parte della popolazione è cattolica, anche se si trovano delle minoranze di protestanti e musulmani, tra gli altri, oltre che a piccole percentuali di atei e agnostici. Le sue attività economiche principali sono il settore primario dei servizi e, soprattutto l'allevamento del bestiame.